# Hochkessel

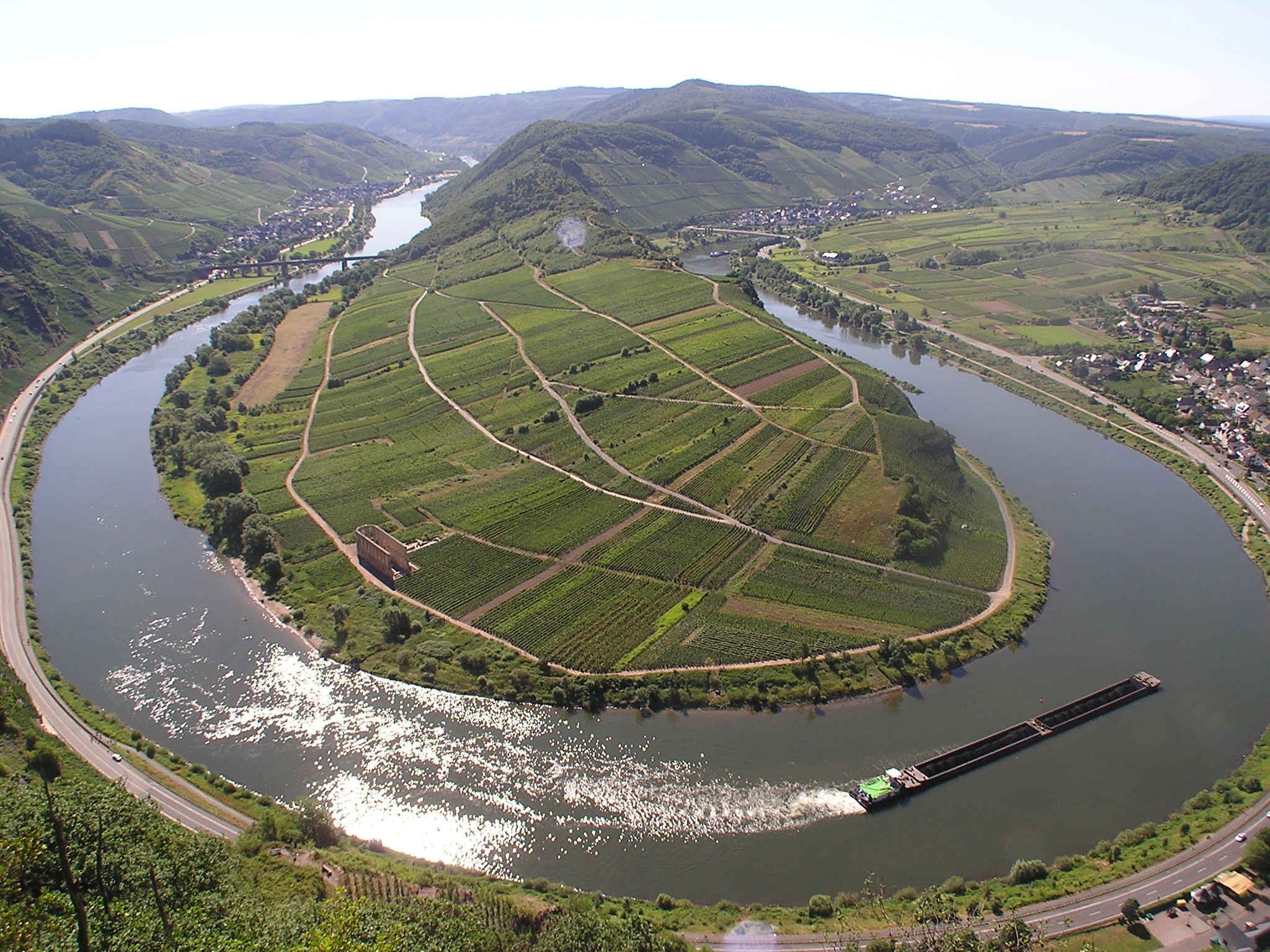
Von der Mosel eingeschlossener Hochkessel

Der Hochkessel ist einer der höchsten Berge in unmittelbarer Nähe der Mosel. Er liegt zwischen Neef und Ediger-Eller mit einer Höhe von 421 m ü. NHN. Auf dem Gipfel befinden sich die Überreste einer Fliehburg aus keltischer (gallischer) Zeit. Der Berg und sein Umfeld laden zu ausgedehnten Wanderungen ein.
Koordinaten: 50° 5′ N, 7° 10′ O